# Буда (Осиповичский район)
Бу́да (бел. Буда) — деревня в составе Свислочского сельсовета Осиповичского района Могилёвской области Белоруссии.

## Этимология
В основе названия лежит устаревший термин «буда», имевший значение «небольшое строение», «временное жильё», «лесная сторожка». В XIV—XVIII веках термин обозначал также отдалённые лесные строения, в которых жили люди, занимавшиеся производством поташа, дёгтя, смолы, древесного угля. Позднее такие же буды возводились и у карьеров при дорожном строительстве, и у железнодорожных служб.

## Географическое положение
Буда расположена в 48 км на восток от Осиповичей, в 14 км от ж/д станции Елизово и в 151 км от Могилёва. Связи осуществляются по автодороге Минск — Бобруйск. Линейную планировку составляет короткая улица, с обеих сторон застроенная деревянными домами.

## История
Буда была основана в начале XX века и в 1907 году числилась в Свислочской волости Бобруйского уезда Минской губернии как фольварк, на месте которого к 1920-м годам был создан посёлок. В 1925 году был выделен для селения большой участок некогда помещичьей земли. В 1930 году был основан здесь колхоз имени С. М. Кирова. Во время Великой Отечественной войны Буда была оккупирована немецко-фашистскими войсками с конца июня 1941 года по 29 июня 1944 года; 20 жителей погибли на фронте. В январе 1943 года деревня была сожжена оккупантами, при этом погибли 42 жителя.

## Население
- 1921 год — 41 человек, 7 дворов[1]
- 1940 год — 48 человек, 18 дворов[1]
- 1959 год — 97 человек[1]
- 1970 год — 57 человек[1]
- 1986 год — 18 человек, 10 хозяйств[1]
- 2002 год — 2 человека, 2 хозяйства[1]
- 2007 год — 1 человек, 1 хозяйство[1]

## Комментарии
1. ↑  Название и ударение даны по: Назвы населеных пунктаў Рэспублікі Беларусь: Магілёўская вобласць: нарматыўны даведнік / І. А. Гапоненка і інш.; пад рэд. В. П. Лемцюговай. — Минск: Тэхналогія, 2007. — С. 67. — 406 с. — ISBN 978-985-458-159-0.